# パーカッション

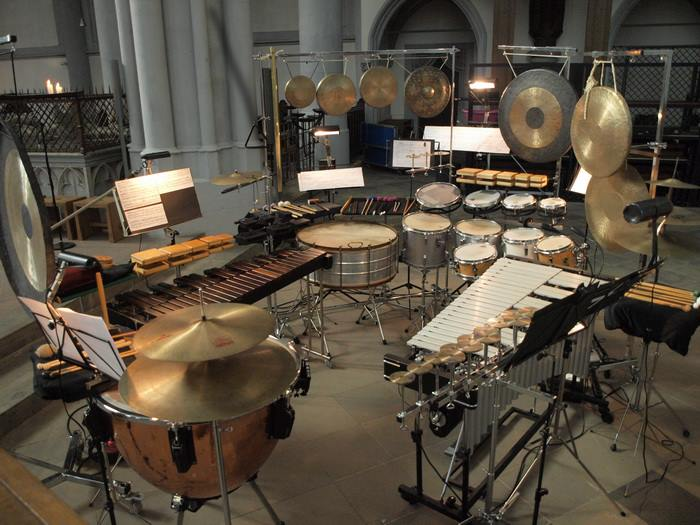
2014年アルテンベルク大聖堂にて行われたコンサートに使用された楽器

パーカッション (英語: percussion) は、英語で打撃を意味し、本来は打楽器全般のことを指す。本来の意味については打楽器の項を参照。

## 概要
ポピュラー音楽では特に、ドラムセットと分けて考える場合が多く、通常ドラムセットに組み込まれるドラムスティックを使用する「打楽器」以外の、コンガ、ボンゴ、ジャンベ、カホン、タブラ、ティンバレス、カウベル、ティンパニ、ビブラフォン、シロフォン、マリンバ、グロッケン、タンバリン、パンデイロ、ギロ、ウィンドチャイム、チューブラーベル、マラカス、カバサ、シェケレ、ヴィブラスラップ、トライアングル、コンサートバスドラム、トムトムなどを指すことが多いが、現実にはドラムセットのシンバルもよく使われるなど、厳密な区分分けはない。元 たまの石川浩司はスネアドラム、バスドラム、フロアタム、タンバリンに加え、鍋、クッキーの空き缶、檜の湯桶、民謡練習用の太鼓、鈴と言う独特なパーカッションセットを組んでいた。また、プラスベルを足にはめて演奏する事もあった。
ドラマーと分けて、パーカッションの演奏家をパーカッショニストと呼ぶが、ドラマーと兼ねている者も多い。クラシックのオーケストラでは、ティンパニの専門家と、それ以外の各種打楽器をかけもち担当する奏者に分かれることが多い。

## 著名なパーカッショニスト
- アイアート・モレイラ (Airto Moreira)
- アレックス・アクーニャ (Alex Acuña)
- アンガ（ミゲル・ディアス）
- イヴァン・コンティ
- インクレディブル・ボンゴ・バンド
- ウィリー・ボボ
- エヴェリン・グレニー
- オズワルド・コアメ (Oswald Kouame)
- オラトゥンジ
- オレステス・ヴィラト
- カルロス・パタート・バルデス
- カウント・オジー（ジャマイカ）
- コーク・エスコベード（サンタナ）
- サブー・マルティネス
- サム・クレイトン
- シーラ・E
- シェーン・ガラース
- ジャック・コンスタンツォ
- ジョニー・グリッグス（JBズ）
- ジョニー・ロドリゲス
- ジョバンニ・イダルゴ
- スティーヴ・フォアマン
- スティーヴ・リード
- チャノ・ポソ
- チャンギート
- トリロク・グルトゥ
- ドン・ウン・ロマン
- ニッキー・マレーロ
- パウリーニョ・ダ・コスタ
- ハーマン・ケリー
- パパ・ディー・アレン（ウォー）
- ペレス・プラード
- ボビー・トーマス・ジュニア
- マチート
- モンタナ・キング・ラムゼイ (Montana King Ramsey)
- ミノ・シネル (Mino Cinelou)
- ティト・プエンテ
- モンゴ・サンタマリア
- ラティール・シー（セネガル出身）
- ラルフ・マクドナルド (Ralph MacDonald)
- レイ・クーパー
- レイ・バレット
- レナード・ドク・ギブス
- レニー・カストロ
- ルイス・コンテ (Luis Conte)
- ンジャセ・ニャン（セネガル出身。渡辺貞夫グループなどで活躍）

### 各国別リスト

#### 日本
- ASA-CHANG
- 朝倉真司
- 新谷祥子（弾き歌いマリンビスト）
- 穴井忠臣
- 石川直
- 石塚俊明
- 石川浩司
- 石川雅康
- 今福健司
- 臼杵美智代
- 内山修（猫）
- スティーヴ エトウ
- 大石真理恵
- 大石竜輔
- 大儀見元
- 大久保宙
- 太田みちこ（ラス・ムニェカス）
- 大森はじめ（東京スカパラダイスオーケストラ）
- 岡部洋一
- 沖亜希子（SONREINAS）
- 小野かほり
- 片岡祐介
- 加藤訓子（マリンバ、パーカッション）サイトウ・キネンオーケストラ他
- 金子しゅうめい（和風パーカッショニスト。あそび歌などのCDに参加。獅子舞の名手でもあり、太鼓や獅子舞のワークショップなども）
- 金山功（ビブラフォン）
- 神谷百子（マリンバ）
- カルロス菅野
- 小嶋美里（SONREINAS）
- Ken Danger Powers
- 今野多久郎 （元スペクトラム・KUWATA BAND）
- 斎藤ノブ
- 斉藤恵（熱帯JAZZ楽団）
- 坂井秀彰（いきものがかり、平井堅、Skoop On Somebody、ポルノグラフィティのツアーメンバー）
- 佐々木啓恵
- 里村美和
- 佐野まり
- 菅原裕紀（Profile）
- 仙道さおり
- 仙波清彦
- 宅間久善（本業マリンバ）
- 竹島悟史
- 竹本一匹（吉田兄弟の海外公演固定メンバー。Tiendas Latino、宝寿司歌劇団のメンバー加）
- 玉木正昭（夏川りみ・TUBE・林田健司・川村結花のツアーメンバー）
- チト河内
- 塚越慎子
- 土取利行
- 富樫雅彦
- 中島オバヲ（mambaboo）
- 中島御（SHŌGUN）
- 永原元
- 奈良大介（マブリ）
- 成田昭彦（斎藤誠等をサポート）
- 西尾純之助（スタジオ・ミュージシャン）
- 西平せれな
- 猫沢エミ
- 野沢秀行
- はたけやま裕
- 服部恵（ヴィブラフォン、パーカッション）
- 浜口茂外也
- 橋田正人（別名ペッカー）
- 林“VOH”紀勝
- Hayato（DOPING PANDA）
- パラダイス山元
- 東佳樹（シエナ・ウインド・オーケストラ）
- 福長雅夫（水樹奈々のバックバンドメンバー）
- 別所誠洋（天空オーケストラ）
- 星野智子（SONREINAS）
- ボブジ
- 本多“taco-bow”正典（センチメンタル・シティ・ロマンスなど）
- 正木健一
- 増岡“ダッチ”正（近藤房之助）
- 御木惇史
- 三沢泉（三沢またろうの妹）
- 三沢またろう
- YAS-KAZ
- 柳田謙二（Profile）
- ヤヒロトモヒロ
- 山口江美（ヘルスリズムスファシリテーター。特定非営利活動法人 鼓響 代表  ディサービスルーチェ施設長）
- 山口とも
- ツトム・ヤマシタ
- 山田智之
- 山本晶子（フラワービート代表）
- 横山裕（関ジャニ∞）
- 横山達治
- 吉原すみれ
- 渡辺亮